# Font Naix
La Font Naix és una font del terme municipal de Talarn, al Pallars Jussà, dins del territori de la vila de Talarn.
Està situada a 631,5 m d'altitud, al nord-est de la carretera local que mena a l'Acadèmia General Bàsica de Suboficials i al poble de Gurp.